# Manfred Gollner
Manfred Gollner (Judenburg, 22 dicembre 1990) è un calciatore austriaco, difensore dell'Obdach.

## Carriera

### Club
Esordisce il 4 maggio 2010, nella vittoria 2-0 contro il Salisburgo.